# Oliwka europejska

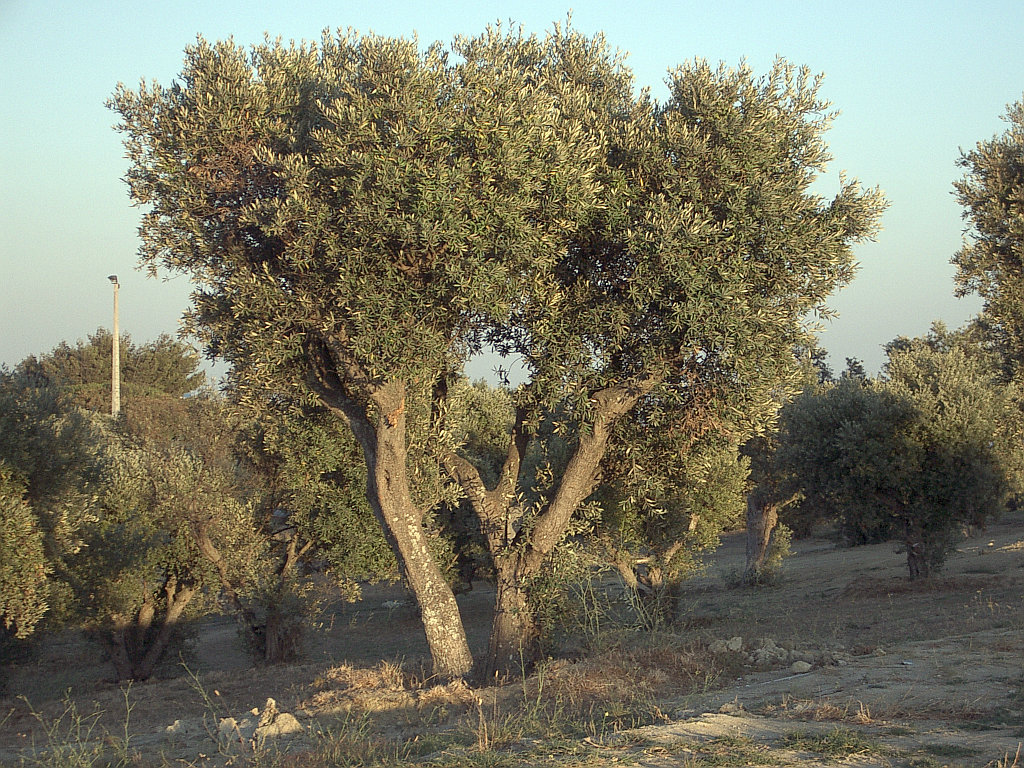
Pokrój

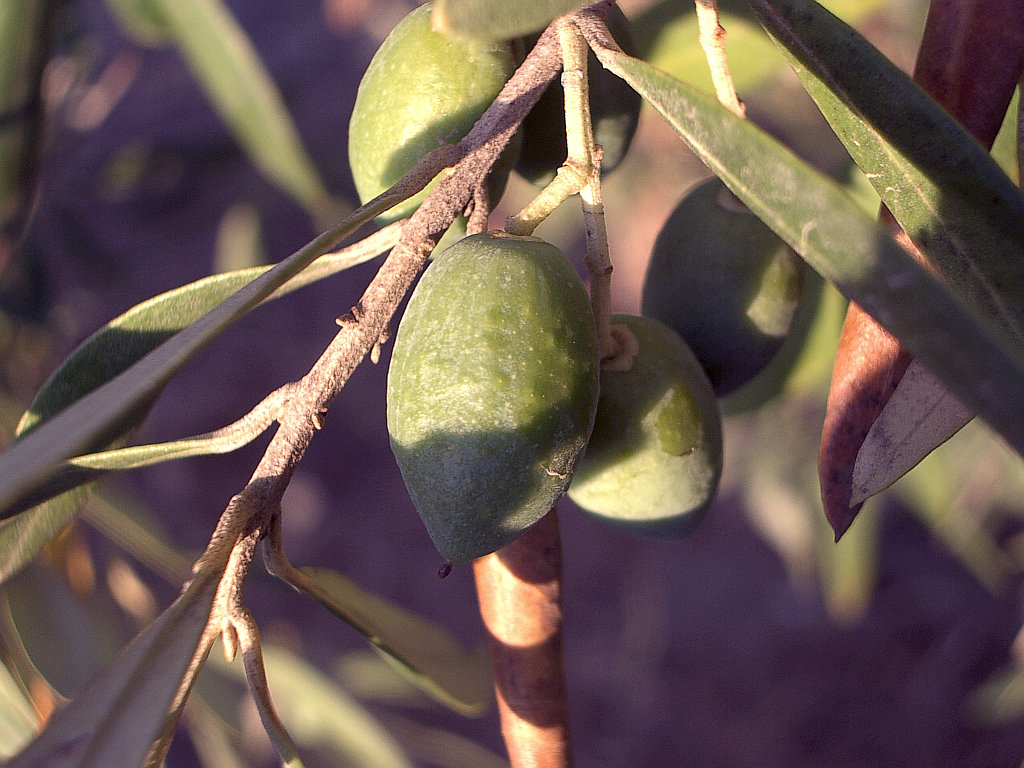
Owoce

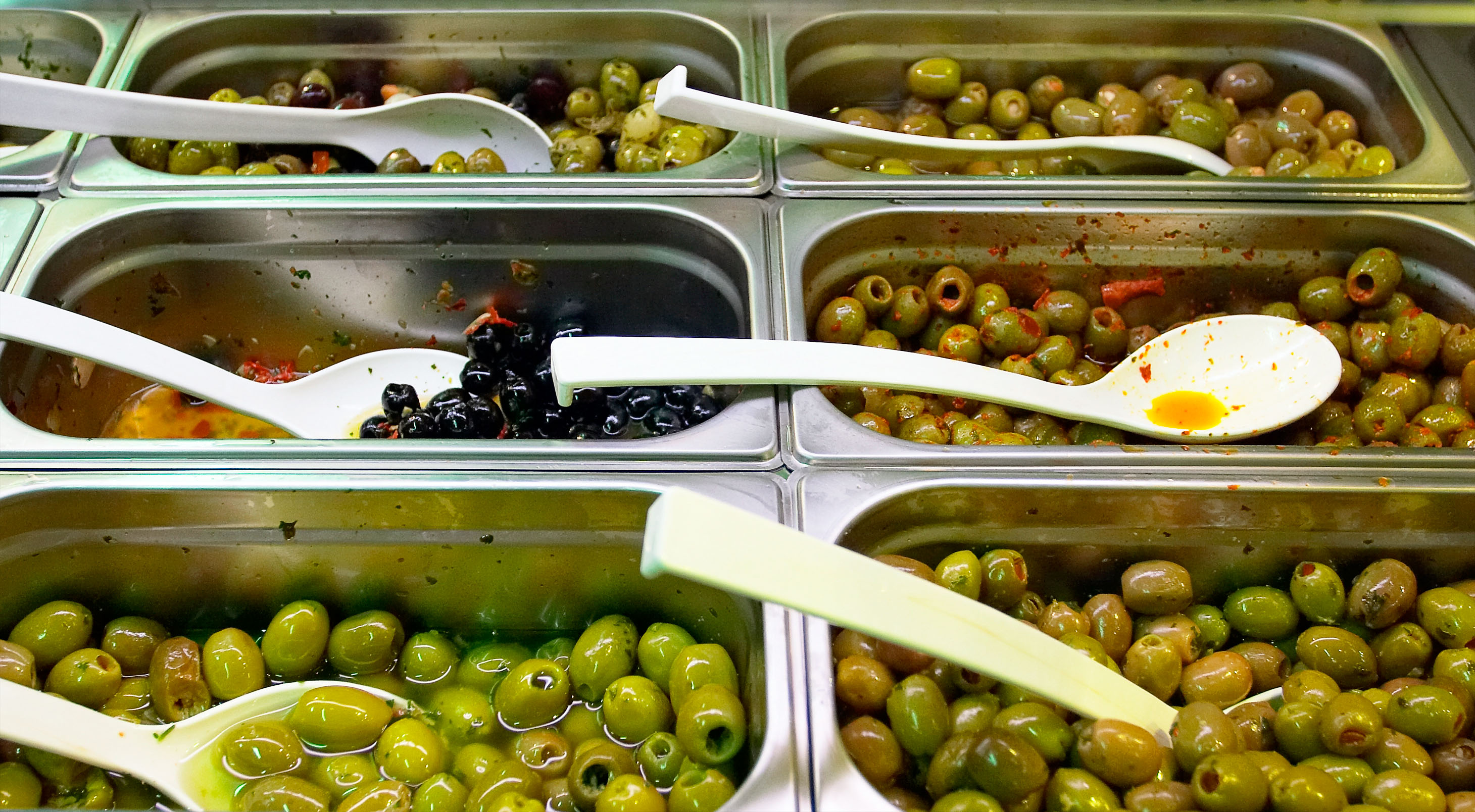
Marynowane oliwki zielone i czarne

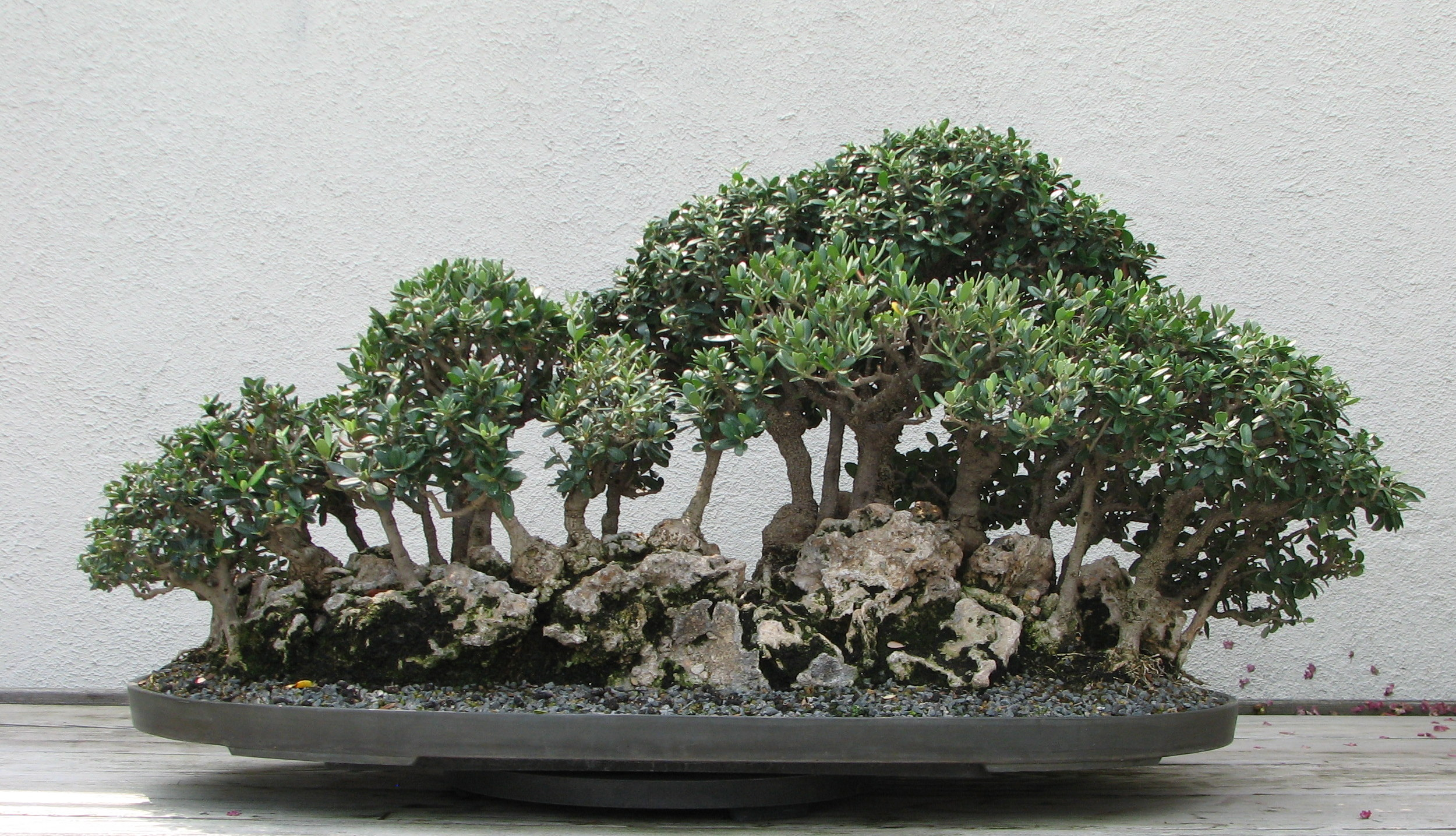
Oliwka uprawiana jako bonsai

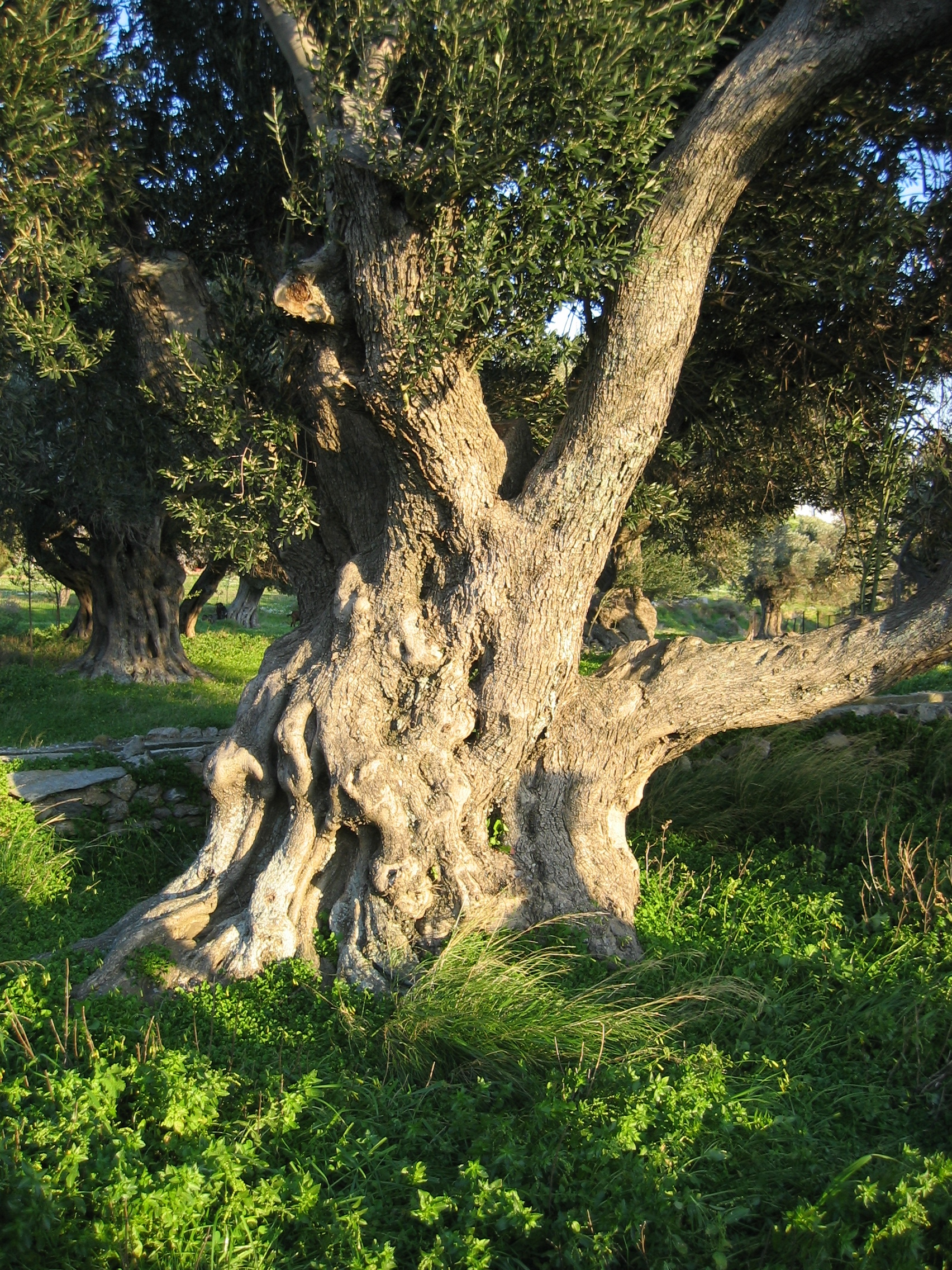
Pień starej oliwki

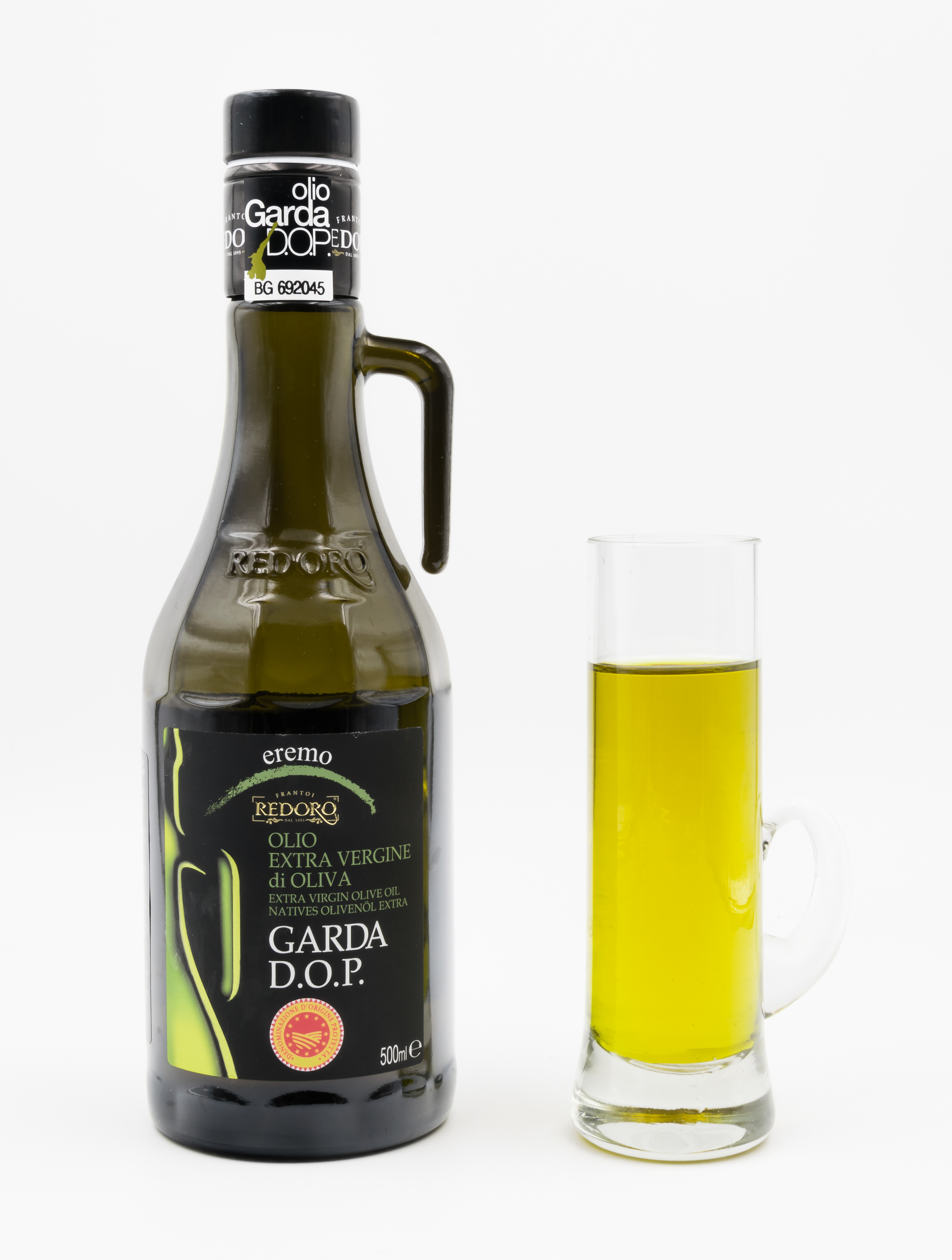
Oliwa Garda DOP

Oliwka europejska, oliwnik europejski, oliwka uprawna, drzewo oliwne (Olea europaea L.) – gatunek drzewa z rodziny oliwkowatych.

## Rozmieszczenie geograficzne
Zasięg gatunku obejmuje północną, wschodnią i południową Afrykę, południowo-zachodnią Azję po Himalaje oraz południową Europę (półwysep Iberyjski, półwysep Apeniński i półwysep Bałkański). Jako gatunek introdukowany rozprzestrzenił się w Meksyku, północnej Argentynie, na Hawajach, w Nowej Zelandii. Jest uprawiany w wielu krajach świata, szczególnie w krajach Azji Południowej, Ameryki Północnej, Środkowej i Południowej, w Europie, Australii, wyspach Oceanu Indyjskiego i innych.

## Morfologia
PokrójWiecznie zielone, niezbyt wysokie drzewo, czasami krzew. Osiąga wysokość do 12 m.
PieńZazwyczaj krzywy i sękowaty, szczególnie u starszych egzemplarzy, obfitujący w liczne odrosty. Ma zwisające gałęzie i jasną korę. Osiąga średnicę do 50 cm, do wysokości 3 m nie posiada sęków. Starsze pnie często składają się z kilku pozrastanych pni i pokryte są guzami.
LiścieMałe, całobrzegie, szerokolancetowate do podłużnie owalnych, krótkoogonkowe. Z wierzchu ciemnozielone, spodem srebrzysto-popielate, pokryte podobnie jak gałązki włoskami. Ulistnienie naprzeciwległe. Na roślinie liście utrzymują się od 2 do 3 lat.
KwiatyZebrane w 10 do 40 kwiatowe wiechy. Kwiaty pachnące, małe, o czteroząbkowym kielichu, korona krótkorurkowa, biaława o czterech łatkach. Słupek jeden, pręciki dwa.
OwocePodobny do śliwki pestkowiec o długości do 3,5 cm. Przed dojrzeniem ma barwę szarozieloną, po dojrzeniu niebieskawoczarną. Pestka jest brązowa, bruzdkowana. Zarówno mezokarp, jak i pestka, zawiera tłuszcz.

## Biologia i ekologia
Jest rośliną bardzo długowieczną, może żyć nawet 1000 lat. W Izraelu kwitnie od kwietnia do maja. Zaczyna owocować już w wieku 4–5 lat, największą wydajność osiąga w wieku 30–40 lat, owocuje do końca swojego życia. Roślina niewymagająca, rośnie i owocuje nawet na jałowych, kamienistych glebach na stokach wzgórz i gór. Możliwość przetrwania w klimacie ciepłym, na terenach o małych opadach, często w warunkach półpustynnych, zawdzięcza bardzo silnie rozbudowanemu systemowi korzeniowemu.
Po ścięciu z pnia drzewa oliwkowego łatwo tworzą się odrosty powstające z pąków śpiących. Z czasem odrosty te przejmują funkcję pnia i drzewo rośnie dalej.

## Zmienność
Wyróżnia się następujące podgatunki:
- Olea europaea subsp. africana (Mill.) P.S.Green
- Olea europaea subsp. cerasiformis G.Kunkel & Sunding
- Olea europaea subsp. cuspidata (Wall. & G.Don) Cif.
- Olea europaea subsp. europaea
- Olea europaea subsp. guanchica P.Vargas, J.Hess, Muñoz Garm. & Kadereit
- Olea europaea subsp. laperrinei (Batt. & Trab.) Cif.
- Olea europaea subsp. maroccana (Greuter & Burdet) P.Vargas, J.Hess, Muñoz Garm. & Kadereit

## Zastosowanie
Sztuka kulinarna
- Owoce są jadalne nawet na surowo, są one jednak nietrwałe, dlatego konserwuje się je solą, solanką, suszy, marynuje w occie[7] lub kwasie mlekowym. Przed konserwacją często są drylowane, a w miejsce pestki nadziewane kaparami, papryką, anchois, czosnkiem, migdałami i serem.
- Najważniejszym zastosowaniem oliwek jest otrzymywanie oleju zwanego oliwą. Na ten cel przeznacza się około 80% światowych zbiorów oliwek[11]. Najlepsze rodzaje oliwy są używane jako doskonały tłuszcz spożywczy[7].

KosmetykaGorsze gatunki oliwy są wykorzystywane do produkcji mydeł i w przemyśle kosmetycznym (oliwka dla niemowląt, kremy itp.). Oliwa stosowana jest do mycia wrażliwej cery i ochrony suchej i wiotczejącej, zarówno w stanie nieprzetworzonym, jak i w maseczkach, kremach i innych kosmetykach.
DrewnoBiel drewna jest wąski, ma barwę od szarej do jasnożółtej, twardziel od żółtobrązowej do ciemnooliwkowobrązowej. Gęstość drewna w stanie suchym – 852 kg/m³. Jest średniotrwałe, łatwe do polerowania, dość trudno łupliwe, nadające się do obróbki wszystkimi rodzajami narzędzi, szczególnie zaś do skrawania. Stosowane jest w snycerstwie, rzeźbiarstwie, do wyrobów tokarskich i frezowanych. W pierwszej Świątyni Jerozolimskiej wyrzeźbiono z niego np. cheruby (1 Krl 6,23-25) i inne przedmioty stolarskie (1 Krl 6,31-34).
Roślina leczniczaSurowiec zielarski: liść oliwki – Oleae folium.
Inne zastosowania
- Gorsze gatunki oliwy są wykorzystywane jako materiał opałowy[7]. W czasach biblijnych oliwa była na co dzień używana jako źródło światła w lampkach oliwnych (Mt 25,1-9), oraz w świeczniku w Świątyni Jerozolimskiej (Wj 27,20)[9].
- Jest uprawiana jako roślina ozdobna[13]. Nadaje się do uprawy również jako roślina pokojowa w formie bonsai[11].

## Historia uprawy
Jest bardzo prawdopodobne, że oliwkę zaczęto uprawiać już we wczesnym neolicie wraz ze zbożami. Różne źródła wskazują, że uprawiana jest już od 5000–6000 lat. Najstarsze dowody jej uprawy odkryto na wyspie Kreta, w Syrii i Palestynie. W jaskiniach nad Morzem Martwym znaleziono pestki oliwek i daktyli, ziarna zbóż i roślin strączkowych datowane na 3700–3500 lat p.n.e. W pochodzącym z okresu około 1400 lat p.n.e. grobowcu egipskim znaleziono dwa naczynia z kremem zrobionym z kwiatów lipy oraz oliwy. Liczne wykopaliska archeologiczne wskazują, że uprawiana była w Starożytnej Grecji. Np. w Knossos znaleziono glinianą tabliczkę z wizerunkiem oliwki i innych uprawianych gatunków roślin, przy oliwce była liczba 405 wskazująca na liczbę uprawianych drzew oliwki.

## Uprawa
W Polsce może być uprawiana tylko jako roślina pokojowa, również w formie bonsai. Warunki panujące w europejskich mieszkaniach znosi dobrze. Należy jej zapewnić dobrze oświetlone stanowisko. W naturze rośnie na jałowej glebie, w uprawie doniczkowej lepiej jednak zapewnić jej żyzną, glebę wymieszaną z gruboziarnistym piaskiem i drenaż na dnie pojemnika. Co roku na wiosnę przesadza się roślinę do większej doniczki. W okresie letnim można roślinę wystawiać na zewnątrz. Aby roślina zakwitła i zaowocowała, musi być w zimie przez jakiś czas przetrzymywana w niskiej temperaturze, nie powinna ona jednak spaść poniżej +4 °C. Przez krótszy okres roślina może jednak wytrzymać przymrozki do –3 °C.
W okresie letnim podlewa się umiarkowanie. Nawozi się dwukrotnie; wczesną wiosną i w połowie lata rozpuszczonym w wodzie nawozem uniwersalnym.
Jest odporna na choroby, może być jednak atakowana przez typowe w uprawach roślin doniczkowych szkodniki: miseczniki, tarczniki i wełnowce. Najczęściej niepowodzenia w jej uprawie wynikają z niewłaściwej pielęgnacji. W przypadku nadmiernego przesuszenia, liście usychają i opadają. Przyczyną zrzucania liści zimą może być też zbyt wysoka temperatura i zbyt suche powietrze.
Najłatwiej rozmnaża się przez nasiona wysiewane jesienią, można też przez odrosty lub przez sadzonki z tzw. piętką.

## Udział w kulturze
- W Biblii oliwka wymieniona jest aż 138 razy, począwszy od Księgi Rodzaju (Rdz) po Apokalipsę św. Jana (Ap). Świadczy to o jej wielkim znaczeniu w czasach biblijnych[10].
- Jest jedną z kilku roślin obiecanych Żydom w Ziemi Obiecanej: „Pan, Bóg twój, wprowadzi cię do ziemi pięknej, ... do ziemi pszenicy, jęczmienia, winorośli, drzewa figowego i granatowego – do ziemi oliwek, oliwy i miodu.” (Pwt 8,7-8)[9].
- Jest przedstawiana jako symbol pokoju w postaci gołębicy trzymającej w dziobie gałąź oliwną. Symbol ten wzięty jest z opowieści o biblijnej Arce Noego (Rdz 8,11)[9].
- Gałąź oliwna pojawia się często w herbach i godłach. Obecna jest na fladze Erytrei[16], w godle Włoch, Armenii i Somalilandu, na Wielkiej Pieczęci Stanów Zjednoczonych.
- W legendach biblijnych gałązkami oliwnymi zdobiono głowy zwycięzców, tak np. ozdobiono Judytę, gdy pokonała Holofernesa (Jdt 15,13)[9]. Zwyczaj ten kontynuowany był także w Starożytnej Grecji, gdzie zwycięzców olimpiad dekorowano wieńcami z gałązek oliwnych[10].
- Oliwą z oliwki namaszczano biblijnych proroków, królów i kapłanów, ale także chorych[9].
- Łatwość tworzenia odrostów przez drzewo oliwkowe opisana jest w biblijnej Księdze Hioba (14,7): „Drzewo ma jeszcze nadzieję, bo ścięte na nowo wyrasta, świeży pęd nie obumrze”. W chrześcijaństwie uznano tę perykopę za symbol zmartwychwstania[9].